# ヘリコン
ヘリコン (Helicon) は、ドイツの5人組ヘヴィメタルバンド。ドイツ西部のアーヘン出身。

## 来歴
バンド名の由来はギリシャのヘリコン山より取られており、1986年に結成。『The Heimbach Tapes』『Black And White』といったデモテープを作成し、幾度かのメンバーチェンジを経て、ノイズ・レコードと契約。
「ドイツ最大のヘヴィ・メタル・レーベル Noise International が送りだす新世代ジャーマン・メタルの切り札がヘリコンだ」という売り文句と供に新世代ジャーマンメタルとして登場。ボーカリスト兼ドラマー Uwe Heepen に率いられており、日本盤ライナーノーツには、"俺たちが目指すのはHMでもHRでもなくヘリコンのロックなんだ"というUweの発言がある。
同レーベルが主催したベテランバンド2組と新人バンド2組のツアー（1993年9月にドイツで行なわれた、メロディック・メタル・フェスティバルの
Gamma Ray、Rage、Conception、Heliconのライブ）を収録した2枚組オムニバス・アルバム『The Power of Metal』（1994年1月）では、他の新人バンドConceptionがほぼフルで収録されたにもかかわらず、Heliconはたった2曲しか収録されていない。そのツアーをレポートした音楽雑誌では、Heliconの音楽は名前と同じぐらい最悪だと酷評される。
しかしながら、1stアルバムの一曲目のイントロに続く2曲目の曲名が何故か唐突に Helicon Part II だったり、同曲の開始とともにウヴェの奇声が入ったりとボーカルの奇才ぶりには少なからずマニアも存在し、インターネット上で思い出したように語られる事があった。ちなみに、Part Ⅰ は2ndアルバムの日本版ボーナストラックとして収録。
2ndアルバムを発売後、ノイズ・レコードとの契約が切れ、その後、活動を停止。リーダーであったUweは、ソロアルバムを発売。現在はソロ活動の傍ら Helicon Studio を経営している。また、1stアルバム発売前に関わりのあったギタリスト Volker Marx は、元 Gammra Ray のドラマー Uli Kusch とベーシスト Uwe Wassel が参加した Axe La Chappelle の1stアルバム"Grab What You Can"に参加している。
2013年10月7日に中心人物であったUwe Heepenが自宅にて死去。

## 作品

### スタジオ・アルバム
- Helicon（1993年）
- Mysterious Skipjack（1994年）

### オムニバス・ライブ・アルバム
- The Power Of Metal (1994年1月、ビクターエンタテインメント)　「Black & White」と「Woman」の2曲を収録。

### オムニバス
- Pure Metal Sampler Vol.1 (1993年) Fight For Your Fame提供
- Pure Metal Sampler Vol.4 (1995年) American Fever提供
- 20 years in Noise (2003年) Black and White提供

### 関連アルバム
- Axe La Chappelle "Grab What You Can" (1994年)
- Uwe Heepen "Timeworth" (2001年) "Falling in Your Mind" (2005年)